# Фьюджи
Фьюджи (итал. Fiuggi) — коммуна в Италии, располагается в регионе Лацио, в провинции Фрозиноне.
Население составляет 9527 человек (2008 г.), плотность населения составляет 288 чел./км². Занимает площадь 33 км². Почтовый индекс — 3014. Телефонный код — 0775.
Покровителем коммуны почитается священномученик Власий Севастийский, празднование 3 февраля.

## Демография
Динамика населения:

## Администрация коммуны
- Официальный сайт: http://www.comune.fiuggi.fr.it/